# سيرفيليغو دي لا كروز
سيرفيليغو دي لا كروز (بالإسبانية: Cervillego de la Cruz)‏ هي بلدية تقع في مقاطعة بلد الوليد، قشتالة وليون بإسبانيا. وفقًا لتعداد عام 2004 (المعهد الوطني للإحصائيات)، يبلغ عدد سكان البلدية 139 نسمة.